# Cantó de Menton Est
El cantó de Menton Est és un cantó francès del departament dels Alps Marítims, situat al districte de Niça. Compta amb un municipi i part del de Menton.

## Municipis
- Castelar
- Menton

## Història
| Data d'elecció                           | Identitat          | Partit           | Qualitat |
| ---------------------------------------- | ------------------ | ---------------- | -------- |
| 1958-1985                                | Francis Palmero    | UDF              |          |
| 1985-1994                                | Jean Pérégrini     | RPR              |          |
| 1994-                                    | Colette Giudicelli | UDF, després UMP |          |
| les dades anteriors no són pas conegudes |                    |                  |          |
|                                          |                    |                  |          |

| 1962 | 1968 | 1975 | 1982 | 1990 | 1999   | 2007   |
| ---- | ---- | ---- | ---- | ---- | ------ | ------ |
| -    | -    | -    | -    | -    | 24.999 | 24.691 |